# ستيف كروز
ستيف كروز (بالإنجليزية: Steve Cruz)‏ (2 نوفمبر 1963 بفورت وورث في الولايات المتحدة - ) هو ملاكم أمريكي، صنّف ضمن فئة وزن الريشة ‏.

## إحصائيات
خاض خلال مسيرته 45 نزالا، فاز في 37 ولم يتعادل وخسر في 8. فاز بالضربة القاضية في 19 نزالا.

## روابط خارجية
- ستيف كروز على موقع بوكس ريك (الإنجليزية) (registration required)